# Superpipe

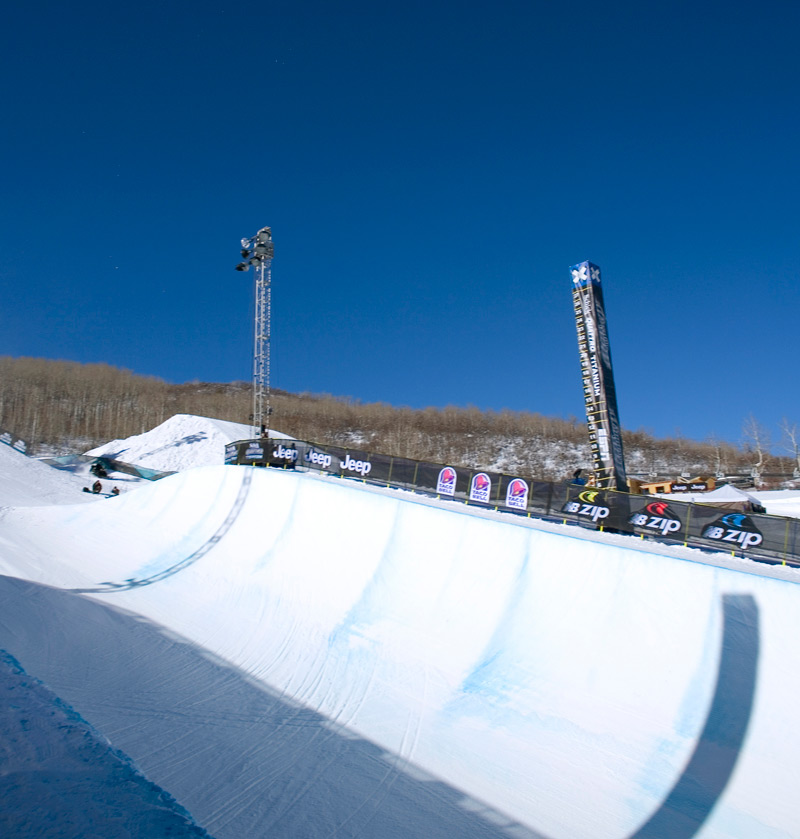
Snowpipe, um tipo de superpipe.

Superpipe é uma grande estrutura Halfpipe utilizada em esportes radicais, tais como snowboard,esqui freestyle, skate , freestyle BMX e patins em linha.
Não existe uma definição padrão para um tubo de super. No entanto, geralmente o "termo" superpipe é usado para descrever o halfpipe construído de neve que tem paredes de mais de 16 pés (5m) em ambos os lados. Outras características de um "superpipe" é a largura do tubo que é mais largo, os muros são altos e as paredes verticais perto a medida do halfpipe. Na Copa do Mundo de Snowboard FIS a largura recomendada é 22ft (6.5m) e as paredes é 19.5m.
O superpipe também exige extensa preparação dos equipamentos especializados, por exemplo, um  halfpipe normal pode ser limpo por um catador de neve normal.